# Dervla
Dervla ist ein weiblicher Vorname.

## Herkunft und Bedeutung
Der Name wird zumeist im Irischen verwendet und ist die anglisierte Form von Dearbháil oder Deirbhile.
Dearbháil bedeutet Tochter von Fál, abgeleitet vom altirischen poetischen Wort der (Tochter) und Fál, ein legendärer Name für Irland.
Deirbhile bedeutet Tochter eines Poeten; vom altirischen der (Tochter) und file (Dichter). Es war der Name eines irischen Heiligen des 6. Jahrhunderts.
Irische Namensvarianten sind Dervila und Derval.

## Bekannte Namensträgerinnen
- Dervla Kirwan (* 1971), irische Schauspielerin